# Superbike-Weltmeisterschaft 1990
Die Superbike-WM-Saison 1990 war die dritte in der Geschichte der FIM-Superbike-Weltmeisterschaft. Bei 13 Veranstaltungen wurden 26 Rennen ausgetragen.

## Punkteverteilung
| Punktewertung | Punktewertung | Punktewertung | Punktewertung | Punktewertung | Punktewertung | Punktewertung | Punktewertung | Punktewertung | Punktewertung | Punktewertung | Punktewertung | Punktewertung | Punktewertung | Punktewertung | Punktewertung |
| ------------- | ------------- | ------------- | ------------- | ------------- | ------------- | ------------- | ------------- | ------------- | ------------- | ------------- | ------------- | ------------- | ------------- | ------------- | ------------- |
| Platz         | 1             | 2             | 3             | 4             | 5             | 6             | 7             | 8             | 9             | 10            | 11            | 12            | 13            | 14            | 15            |
| Punkte        | 20            | 17            | 15            | 13            | 11            | 10            | 9             | 8             | 7             | 6             | 5             | 4             | 3             | 2             | 1             |

In die Wertung kamen alle erzielten Resultate.

## Rennergebnisse
|    | Datum  | Rennen             | Strecke        | Pole-Position     | Lauf | Platz 1           | Platz 2           | Platz 3           | Schn. Rennrunde   |
| -- | ------ | ------------------ | -------------- | ----------------- | ---- | ----------------- | ----------------- | ----------------- | ----------------- |
| 1  | 18.03. | Spanien            | Jerez          | Raymond Roche     | 1    | Raymond Roche     | Fred Merkel       | Stéphane Mertens  | Stéphane Mertens  |
| 1  | 18.03. | Spanien            | Jerez          | Raymond Roche     | 2    | Raymond Roche     | Giancarlo Falappa | Fred Merkel       | Raymond Roche     |
| 2  | 16.04. | Großbritannien     | Donington      | Giancarlo Falappa | 1    | Fred Merkel       | Raymond Roche     | Stéphane Mertens  | Rob Phillis       |
| 2  | 16.04. | Großbritannien     | Donington      | Giancarlo Falappa | 2    | Giancarlo Falappa | Raymond Roche     | Fred Merkel       | Raymond Roche     |
| 3  | 30.04. | Ungarn             | Hungaroring    | Malcolm Campbell  | 1    | Fred Merkel       | Raymond Roche     | Fabrizio Pirovano | Raymond Roche     |
| 3  | 30.04. | Ungarn             | Hungaroring    | Malcolm Campbell  | 2    | Raymond Roche     | Malcolm Campbell  | Stéphane Mertens  | Fred Merkel       |
| 4  | 06.05. | Deutschland        | Hockenheim     | Raymond Roche     | 1    | Fred Merkel       | Rob McElnea       | Giancarlo Falappa | Fred Merkel       |
| 4  | 06.05. | Deutschland        | Hockenheim     | Raymond Roche     | 2    | Stéphane Mertens  | Raymond Roche     | Fred Merkel       | Raymond Roche     |
| 5  | 03.06. | Kanada             | Mosport        | Giancarlo Falappa | 1    | Raymond Roche     | Jamie James       | Fabrizio Pirovano | Raymond Roche     |
| 5  | 03.06. | Kanada             | Mosport        | Giancarlo Falappa | 2    | Raymond Roche     | Jamie James       | Stéphane Mertens  | Jamie Jamess      |
| 6  | 10.06. | Vereinigte Staaten | Brainerd       | Doug Chandler     | 1    | Stéphane Mertens  | Raymond Roche     | Doug Chandler     | Doug Chandler     |
| 6  | 10.06. | Vereinigte Staaten | Brainerd       | Doug Chandler     | 2    | Doug Chandler     | Stéphane Mertens  | Terry Rymer       | Fabrizio Pirovano |
| 7  | 01.07. | Österreich         | Österreichring | Stéphane Mertens  | 1    | Fabrizio Pirovano | Stéphane Mertens  | Rob Phillis       | Rob McElnea       |
| 7  | 01.07. | Österreich         | Österreichring | Stéphane Mertens  | 2    | Stéphane Mertens  | Raymond Roche     | Fabrizio Pirovano | Stéphane Mertens  |
| 8  | 26.08. | Japan              | Sugo           | Raymond Roche     | 1    | Raymond Roche     | Baldassarre Monti | Doug Chandler     | Raymond Roche     |
| 8  | 26.08. | Japan              | Sugo           | Raymond Roche     | 2    | Doug Chandler     | Peter Goddard     | Baldassarre Monti | Peter Goddard     |
| 9  | 09.09. | Frankreich         | Paul Ricard    | Baldassarre Monti | 1    | Raymond Roche     | Jamie James       | Stéphane Mertens  | Raymond Roche     |
| 9  | 09.09. | Frankreich         | Paul Ricard    | Baldassarre Monti | 2    | Raymond Roche     | Fabrizio Pirovano | Stéphane Mertens  | Jamie James       |
| 10 | 07.10. | Italien            | Monza          | Baldassarre Monti | 1    | Fabrizio Pirovano | Stéphane Mertens  | Raymond Roche     | Rob Phillis       |
| 10 | 07.10. | Italien            | Monza          | Baldassarre Monti | 2    | Fabrizio Pirovano | Baldassarre Monti | Rob McElnea       | Rob Phillis       |
| 11 | 04.11. | Malaysia           | Shah Alam      | Rob Phillis       | 1    | Fabrizio Pirovano | Rob Phillis       | Stéphane Mertens  | Fabrizio Pirovano |
| 11 | 04.11. | Malaysia           | Shah Alam      | Rob Phillis       | 2    | Fabrizio Pirovano | Rob Phillis       | Raymond Roche     | Raymond Roche     |
| 12 | 11.11. | Australien         | Phillip Island | Peter Goddard     | 1    | Peter Goddard     | Fabrizio Pirovano | Michael Dowson    | Fabrizio Pirovano |
| 12 | 11.11. | Australien         | Phillip Island | Peter Goddard     | 2    | Rob Phillis       | Peter Goddard     | Malcolm Campbell  | Malcolm Campbell  |
| 13 | 18.11. | Neuseeland         | Manfeild       | Rob Phillis       | 1    | Terry Rymer       | Raymond Roche     | Rob McElnea       | Brian Morrison    |
| 13 | 18.11. | Neuseeland         | Manfeild       | Rob Phillis       | 2    | Rob Phillis       | Terry Rymer       | Aaron Slight      | Raymond Roche     |

## Fahrerwertung
| 1  | Raymond Roche     | Ducati   | Squadra Corse Ducati Lucchinelli        | 382 |
| 2  | Fabrizio Pirovano | Yamaha   | Belgarda BYRD Yamaha                    | 325 |
| 3  | Stéphane Mertens  | Honda    | Bel-Ray - Total Dholda                  | 300 |
| 4  | Rob Phillis       | Kawasaki | Team Shin-Etsu Kawasaki                 | 238 |
| 5  | Rob McElnea       | Yamaha   | Team Loctite Yamaha                     | 218 |
| 6  | Fred Merkel       | Honda    | Team Rumi - R.C.M.                      | 197 |
| 7  | Terry Rymer       | Yamaha   | Team Loctite Yamaha                     | 158 |
| 8  | Baldassarre Monti | Honda    | Team Rumi - R.C.M.                      | 149 |
| 9  | Anders Andersson  | Yamaha   | Team Yamaha Sweden                      | 120 |
| 10 | Jari Suhonen      | Yamaha   | Arwidson Yamaha Team                    | 112 |
| 11 | Giancarlo Falappa | Ducati   | Squadra Corse Ducati Lucchinelli        | 94  |
| 12 | Jamie James       | Ducati   | Squadra Corse Ducati Lucchinelli        | 86  |
| 13 | Peter Goddard     | Yamaha   | Team Hayashi                            | 85  |
| 14 | Malcolm Campbell  | Honda    | Telecom - Honda Racing Australia        | 81  |
| 15 | Doug Chandler     | Kawasaki | Team Moving Kawasaki                    | 70  |
| 16 | Brian Morrison    | Honda    | Tillston’s - Drambuie                   | 51  |
| 17 | Udo Mark          | Yamaha   | Mitsui Yamaha Racing                    | 39  |
| 18 | Ernst Gschwender  | Suzuki   | Eagle Racing Team                       | 34  |
| 19 | Aaron Slight      | Kawasaki | Team Shin-Etsu Kawasaki                 | 32  |
| 20 | Michael Dowson    | Kawasaki | Team Shin-Etsu Kawasaki                 | 30  |
|    | Carl Fogarty      | Honda    | Honda Britain                           | 30  |
|    | Edwin Weibel      | Kawasaki | Jung Racing                             | 30  |
| 23 | Andreas Hofmann   | Honda    | Eckert Honda                            | 29  |
| 24 | Daniel Amatriaín  | Honda    | Gabi Competition                        | 28  |
| 25 | Jeffrey de Vries  | Yamaha   | Yamaha Nederland - Henk de Vries Racing | 24  |
| 26 | Davide Tardozzi   | Ducati   | Team Bike 2000                          | 23  |
| 27 | Rene Bongers      | Yamaha   | Marlboro Yamaha Dealer Team             | 22  |

| 28 | Michel Mercier       | Yamaha   | 21 |
|    | Jean-Michel Mattioli | Honda    | 21 |
| 30 | Scott Doohan         | Honda    | 19 |
|    | Jean-Yves Mounier    | Yamaha   | 19 |
|    | Alex Vieira          | Honda    | 19 |
| 33 | Andrew Stroud        | Yamaha   | 17 |
|    | Stefano Caracchi     | Ducati   | 17 |
| 35 | Niall Mackenzie      | Yamaha   | 16 |
| 36 | Scott Russell        | Kawasaki | 15 |
| 37 | Tony Rees            | Yamaha   | 14 |
| 38 | Daryl Beattie        | Honda    | 13 |
|    | Juan López Mella     | Honda    | 13 |
| 40 | Ray Stringer         | Yamaha   | 11 |
|    | Steve Martin         | Suzuki   | 11 |
|    | Russel Josiah        | Kawasaki | 11 |
| 43 | Mitsuo Saitō         | Yamaha   | 10 |
|    | James Knight         | Kawasaki | 10 |
| 45 | Christian Lavieille  | Yamaha   | 9  |
|    | Rob Lewis            | Kawasaki | 9  |
|    | Tom Kipp             | Yamaha   | 9  |
| 48 | Doug Polen           | Suzuki   | 8  |
| 49 | René Delaby          | Honda    | 7  |
|    | Huby Meier           | Honda    | 7  |
|    | Kenji Ohsaka         | Yamaha   | 7  |
|    | Pascal Picotte       | Suzuki   | 7  |
|    | David Sadowski       | Yamaha   | 7  |
|    | Tom Stevens          | Yamaha   | 7  |

| 55 | Simon Crafar      | Yamaha   | 6 |
|    | Peter Guest       | Yamaha   | 6 |
|    | Shingo Kato       | Yamaha   | 6 |
| 58 | Brian Billet      | Honda    | 5 |
|    | Adrian Bosshard   | Honda    | 5 |
|    | Miguel Duhamel    | Suzuki   | 5 |
| 61 | Fabio Biliotti    | Kawasaki | 4 |
|    | Mark Fissenden    | Honda    | 4 |
|    | Mike King         | Ducati   | 4 |
|    | Shigemasa Miwa    | Honda    | 4 |
|    | Michael Rudroff   | Bimota   | 4 |
|    | Jamie Whitham     | Honda    | 4 |
| 67 | Brent Curtis      | Suzuki   | 3 |
|    | Michael O’Connor  | Honda    | 3 |
|    | Mauro Ricci       | Kawasaki | 3 |
| 70 | Bruno Bonhuil     | Honda    | 2 |
|    | Tadaaki Hanamura  | Yamaha   | 2 |
|    | Koichi Kobayashi  | Honda    | 2 |
|    | Wolfgang Möckel   | Honda    | 2 |
|    | C. Nattavude      | Kawasaki | 2 |
|    | Andy Roberts      | Yamaha   | 2 |
|    | Kooi Tai Seng     | Honda    | 2 |
| 77 | Maurice Coq       | Yamaha   | 1 |
|    | Michael Galinski  | Kawasaki | 1 |
|    | Christian Monsch  | Honda    | 1 |
|    | Ian Short         | Suzuki   | 1 |
|    | Christian Zwedorn | Honda    | 1 |

## Konstrukteurswertung
| 1 | Honda    | 399 |
| 2 | Ducati   | 393 |
| 3 | Yamaha   | 378 |
| 4 | Kawasaki | 300 |
| 5 | Suzuki   | 49  |
| 6 | Bimota   | 4   |